# Germéfontaine
Germéfontaine ist eine französische Gemeinde mit 117 Einwohnern (Stand: 1. Januar 2022) im Département Doubs in der Region Bourgogne-Franche-Comté.

## Geographie
Germéfontaine liegt auf 679 m über dem Meeresspiegel, 16 Kilometer südsüdöstlich von Baume-les-Dames und etwa 34 Kilometer östlich der Stadt Besançon (Luftlinie). Das Dorf erstreckt sich im Jura, auf dem Hochplateau von Villers östlich des Beckens von Orsans. Das Gemeindegebiet gehört zum Regionalen Naturpark Doubs-Horloger.
Die Fläche des 11,16 km² großen Gemeindegebiets umfasst einen Abschnitt des französischen Juras. Der westliche Teil des Gebietes wird von der Hochfläche von Villers eingenommen, die durchschnittlich auf 670 m liegt. Sie ist überwiegend von Acker- und Wiesland bestanden, zeigt aber auch kleinere Waldgebiete und moorige Flächen. Das Hochplateau besitzt keine oberirdischen Fließgewässer, weil das Niederschlagswasser im verkarsteten Untergrund versickert. Die südliche Begrenzung bildet die 773 m hohe felsige Krete im Bois de la Côte. Nach Osten steigt das Gelände bis zum Höhenrücken des Bois de Volienne allmählich an. Hier wird mit 821 m die höchste Erhebung von Germéfontaine erreicht. Nach Südosten erstreckt sich das Gemeindeareal bis an den Rand der Hochfläche von Pierrefontaine (700 m).
Nachbargemeinden von Germéfontaine sind Villers-la-Combe und Landresse im Norden, Pierrefontaine-les-Varans im Osten, Domprel im Süden sowie Villers-Chief im Westen.

## Geschichte
Im Mittelalter gehörte Germéfontaine zur Herrschaft Passavant, die seit dem 14. Jahrhundert im Besitz der Herren von Montbéliard war. Zusammen mit der Franche-Comté gelangte das Dorf mit dem Frieden von Nimwegen 1678 an Frankreich. Heute ist Germéfontaine Mitglied des Gemeindeverbandes Portes du Haut-Doubs.
Am 1. Januar 2009 erfolgte eine Änderung der Arrondissementszugehörigkeit der Gemeinde. Bislang zum Arrondissement Besançon gehörend, kamen alle Gemeinden des Kantons zum Arrondissement Pontarlier.

## Sehenswürdigkeiten

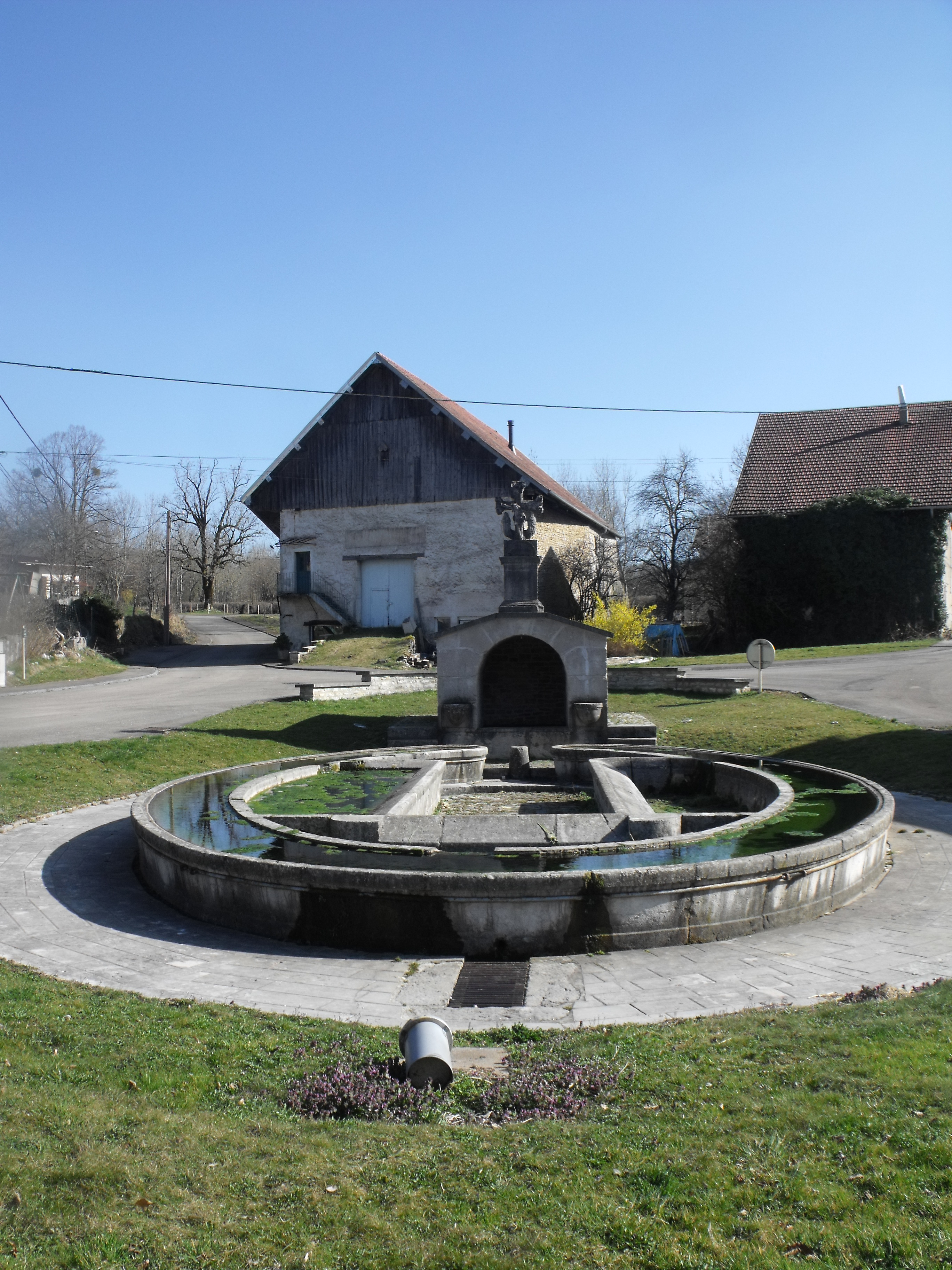
Brunnen aus dem 19. Jahrhundert

Sehenswert sind der Brunnen aus dem 19. Jahrhundert und der Calvaire aus dem 16. Jahrhundert. Am Ortsrand befindet sich eine kleine Kapelle aus dem 19. Jahrhundert. Germéfontaine besitzt keine eigene Kirche; das Dorf ist nach Villers-la-Combe pfarrgenössig.

## Bevölkerung
| Jahr                       | 1962 | 1968 | 1975 | 1982 | 1990 | 1999 | 2006 | 2016 |
| Einwohner                  | 167  | 161  | 162  | 139  | 111  | 100  | 113  | 129  |
| Quellen: Cassini und INSEE |      |      |      |      |      |      |      |      |

Mit 117 Einwohnern (1. Januar 2022) gehört Germéfontaine zu den kleinsten Gemeinden des Départements Doubs. Nachdem die Einwohnerzahl in der ersten Hälfte des 20. Jahrhunderts markant abgenommen hatte (1891 wurden noch 304 Personen gezählt), wurden seit Beginn der 1990er Jahre nur noch geringe Schwankungen verzeichnet.

## Wirtschaft und Infrastruktur
Germéfontaine war bis weit ins 20. Jahrhundert hinein ein vorwiegend durch die Landwirtschaft (Ackerbau, Obstbau und Viehzucht) geprägtes Dorf. Daneben gibt es heute einige Betriebe des lokalen Kleingewerbes. Viele Erwerbstätige sind auch Wegpendler, die in den umliegenden größeren Ortschaften ihrer Arbeit nachgehen.
Die Ortschaft liegt abseits der größeren Durchgangsstraßen an einer Departementsstraße, die von Orsans nach Pierrefontaine-les-Varans führt. Weitere Straßenverbindungen bestehen mit Villers-la-Combe und Domprel.